# 圖馬林高原
圖馬林高原（英語：Tourmaline Plateau），是南極洲的高原，位於維多利亞地的斯科特海岸，屬於冷藏山脈的一部分，由新西蘭探險隊命名，現時由南極條約體系管理。